# Luciano Bianciardi

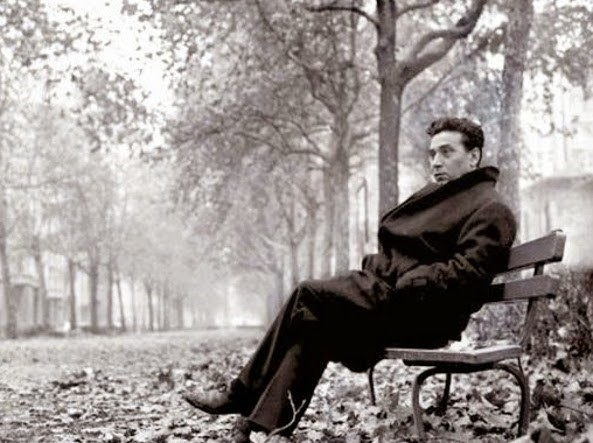
Luciano Bianciardi

Luciano Bianciardi (Grosseto, 14 de dezembro de 1922 — Milão, 14 de novembro de 1971) foi um escritor italiano.

## Obras
Entre seus trabalhos, o mais popular é, sem dúvida, A vida agra, (La vita in fattoria  em italiano), sátira feroz e amargo do milagre econômico italiano dos anos sessenta.
- I minatori della Maremma (Os mineiros de Maremma), 1956, com Carlo Cassola
- Il lavoro culturale (O trabalho cultural), 1957
- L'integrazione (A integração), 1960
- Da Quarto a Torino (De Quarto a Turim), 1960
- La vita agra (A vida agra), 1962
- La battaglia soda (A batalha uphill), 1964
- Daghela avanti un passo! (Força, um passo em frente!), 1969
- Aprire il fuoco (Abrir fogo), 1969
- Viaggio in Barberia (Viagem para Barbeiro), 1969
- Garibaldi (Garibaldi), 1972

## Frases Conhecidas
"A Política... há muito tempo deixou de ser ciência do bom Governo e, em vez disso, tornou-se arte da conquista e da conservação do poder".
- Fonte: "La Vita Agra". 